# Ediciones Catédra
Ediciones Cátedra ist ein spanischer Verlag, der 1973 in Madrid gegründet wurde. Er ist einer der wichtigsten Verlage für klassische und humanistische spanische und hispano-amerikanische Literatur, insbesondere durch seine Reihe Letras Hispánicas. Ihre kommentierten kritischen Ausgaben sind in akademischen Kreisen anerkannte Referenzen. Publikationen darin sind beispielsweise: Crónicas de Indias (Band 483) oder die Artículos von Larra (Band 141).